# Bruno Amadio
Bruno Amadio, noto anche con gli pseudonimi di Giovanni Bragolin o solo Bragolin (Venezia, 9 novembre 1911 – 1981), è stato un pittore italiano, noto principalmente per i suoi quadri raffiguranti bambini piangenti e per la leggenda metropolitana secondo cui porterebbero sfortuna.

## Biografia
Le informazioni sulla sua vita sono molto scarse. Si sa che era un pittore di formazione accademica, che insegnava all'accademia di belle arti di Venezia. Secondo alcune fonti fu sostenitore del fascismo e di Mussolini. Non è chiaro cosa abbia fatto nel periodo bellico e post-bellico; secondo alcune ricostruzioni lavorò a Venezia come pittore e restauratore, vendendo i suoi quadri ai turisti; per altre, visse in Spagna, dapprima a Siviglia e poi a Madrid, ritornando in Italia negli anni '60.
Amadio realizzò diverse opere, incluse nature morte, ritratti femminili e soggetti religiosi. Le più famose però sono una serie di 27 dipinti raffiguranti bambini dall'espressione piangente o imbronciata. Stando ai suoi parenti e conoscenti, Amadio non apprezzava questi quadri, per cui li firmava con lo pseudonimo di "Bragolin", che era il nome di un suo zio cabarettista; tuttavia, riusciva a commercializzarli bene, anche grazie ad una società inglese che aveva acquistato i diritti per riprodurli e venderli, in particolare negli Stati Uniti. Per i suoi soggetti, prendeva spunto dalle foto di bambini che vedeva sui giornali (cambiandone, naturalmente, l'espressione).
Trascorse l'ultimo periodo di vita nel padovano, a Trebaseleghe e morì nel 1981 per una malattia all'esofago.

### Partecipazioni al Premio Cremona
Amadio partecipò a tutte e tre le edizioni del Premio Cremona.
Nel 1939 espose (come prima opera della prima sala) L'Italia ha creato col suo sangue l'Impero. L'anno seguente partecipò con La nazione è poggiata sulla terra, una tela di notevoli dimensioni, dal taglio compositivo fotografico e dalle luminosità e cromaticità quasi divisioniste; il dipinto venne quindi esposto alla riproposizione dell'evento ad Hannover (Ausstellung italianischer Bilder aus dem II Wettbewerb in Cremona, 1940) e infine alla mostra Il regime dell'arte, tenuta nella città lombarda tra il 2018 e il 2019. L'opera è di proprietà del consorzio agrario provinciale. Nel 1941, anno dell'ultima edizione effettivamente realizzata (quella prevista per il 1942 non si tenne a causa del conflitto) presentò Artemide mussoliniana, un dipinto utilizzato nel 2004 come copertina del libro di Gigliola Gori Italian fascism and the Female Body.

### La leggenda sui bambini piangenti
Il pittore e i quadri dei bambini piangenti sono noti al grande pubblico per via di una leggenda metropolitana che li riguarda, secondo cui i dipinti sarebbero maledetti e condannerebbero le case in cui vengono appesi a finire incendiate. I dettagli sull'origine della maledizione variano di versione in versione: secondo alcune, Bragolin aveva fatto un patto col diavolo perché non riusciva a vendere le proprie opere, ottenendo così il successo, ma, per contro, i suoi quadri sarebbero stati maledetti; oppure Bragolin, che in realtà sarebbe stato un belga residente a Madrid di nome Franchot Seville, avrebbe utilizzato come modelli degli orfani di guerra, fra cui un bambino soprannominato "El Diablo", la cui sofferenza o cattiveria si sarebbe riversata sugli acquirenti dei dipinti; o ancora, che Bragolin maltrattasse i bambini di un orfanotrofio per farli piangere e avere così soggetti per le sue tele, bambini che sarebbero in seguito periti nell'incendio del loro orfanotrofio; fra gli altri dettagli esoterici, è stato affermato che i quadri sarebbero stati completamente ignifughi, o che avrebbero dondolato appesi ai muri senza un chiodo o che, se trattati in un certo modo, avrebbero invece portato fortuna.
La leggenda cominciò a circolare nel Regno Unito quando, il 3 settembre 1985, una casa venne distrutta da un incendio a Rotherham, e dalle macerie venne recuperato intatto un quadro di Bragolin. I tabloid locali riportarono che questo tipo di ritrovamento era frequente, soprattutto nello Yorkshire, e quindi, il 4 settembre, The Sun uscì con un articolo allarmante intitolato Blazing Curse of the Crying Boy! ("La maledizione fiammeggiante del bambino che piange!"). Si scatenò una specie di panico collettivo e i vigili del fuoco furono costretti a rilasciare una dichiarazione ufficiale, specificando che il fatto che le opere sopravvivessero al fuoco era dovuto al loro essere stampate su pannelli di legno duro e trattato, difficilmente combustibile, e che, durante gli incendi, i quadri tendono a cadere dai muri atterrando sulla faccia, che viene così riparata dalle fiamme; inoltre, nel solo Yorkshire, tra gli anni '50 e '70, i dipinti di Bragolin si trovavano nei negozi per pochi spiccioli e ne erano state vendute centinaia di migliaia di copie, il che spiegava la frequenza dei loro ritrovamenti.
The Sun approfittò della cosa con un'ulteriore trovata pubblicitaria, invitando i propri lettori ad inviare in redazione i "dipinti maledetti": ne arrivarono oltre 2.500, prontamente dati alle fiamme in una "cerimonia" ben documentata, e la faccenda venne dimenticata. La storia ha avuto una certa eco anche in Spagna nonché, nel 2009, in Italia, dove è stata ripescata da alcuni blog.